# Théophile d'Édesse
Théophile d'Édesse (en arabe Thawafil ibn Tuma) (né en 695, mort en 785) est un astrologue, historien et traducteur syrien de langues grecque et syriaque.

## Biographie
Les informations à son sujet se trouvent principalement dans la Chronique de Bar Hebraeus. C'était un chrétien né en Syrie et appartenant à l'« Église maronite ». Il aurait traduit en syriaque l'Iliade et l'Odyssée (« les deux livres du poète Homère sur la conquête de la cité d'Ilion »), et aussi des traités d'Aristote et un ouvrage médical de Galien (le traité d'hygiène Comment garder la santé, dont la traduction par Théophile est critiquée par Hunayn ibn Ishaq). Dans sa vieillesse, il fut astrologue à la cour du calife al-Mahdi, sur lequel il avait une grande influence, et il mourut vingt jours avant lui, le 15 juillet 785.

## Œuvre
On possède de lui quatre traités d'astrologie, rédigés en grec, mais il en existe aussi des versions arabes conservées fragmentairement. L'un d'entre eux est entièrement consacré à l'astrologie militaire (seul de son genre dans l'astrologie grecque médiévale), ce qui s'explique sans doute par les fonctions qu'il occupait à la cour du calife ; ce traité existe en deux rédactions. Deux de ces traités, dont ce dernier, sont adressés à son fils Deucalion.
Il avait composé un ouvrage d'histoire ecclésiastique, dont le patriarche jacobite Denys de Tell-Mahré (cité par Michel le Syrien) parle en ces termes : « Ceux que nous venons de mentionner (sc. les auteurs récents d'histoire ecclésiastique) ont conduit leur récit d'une manière fragmentaire et cloisonnée, sans préserver l'exactitude chronologique ni mettre les événements en relation les uns avec les autres. L'un de ces écrivains a été Théophile d'Édesse, un partisan du concile de Chalcédoine, qui considérait comme son droit de haïr les orthodoxes. La présentation qu'il fait des événements, quand l'un d'entre nous est impliqué, est toujours mensongère. [...] Nous emprunterons donc des écrits de cet homme certains détails ici et là dans les passages qui sont fiables et ne s'écartent pas de la vérité. » La Chronique de Denys de Tell-Mahré commençait à l'avènement de l'empereur Maurice (582).
Parmi les autres chroniqueurs ayant exploité l'ouvrage de Théophile d'Édesse figurent Agapios de Manbij (qui le cite explicitement comme source), et sans doute Georges le Syncelle/Théophane le Confesseur (dont ce serait la « source orientale » pour l'histoire interne du califat).